# Ridens allyni
Ridens allyni är en fjärilsart som beskrevs av Freeman 1979. Ridens allyni ingår i släktet Ridens och familjen tjockhuvuden. Inga underarter finns listade i Catalogue of Life.